# Copa América 1995 (regata)
La Copa América 1995 fue la edición número 29 de la Copa América de Vela, y se disputó en San Diego (Estados Unidos). El vencedor de la misma fue el yate Black Magic, del equipo Team New Zealand y patroneado por Russell Coutts, representando al Real Escuadrón de Yates de Nueva Zelanda, que derrotó al yate Young America, del equipo Team Dennis Conner y patroneado por Dennis Conner, representando al Club de Yates de San Diego por 5 a 0.
Por segunda vez en la historia (la primera fue en la Copa América de 1983), el equipo de los Estados Unidos perdió la Copa. Si la primera vez los norteamericanos perdieron ante un club australiano, esta vez fue ante un club neozelandés.

## Defender Selection Series (Copa Citizen)
Por segunda y última vez el patrocinador de las Defender Selection Series fue la marca de relojes Citizen, que aportó el trofeo para el ganador, la Copa Citizen. Cuatro yates de tres equipos diferentes compitieron por ser elegidos por el Club de Yates de San Diego como su representante en la defensa de la Copa.
Por primera vez en la historia, uno de los yates, el Mighty Mary, del equipo America³ Foundation, tuvo una tripulación totalmente femenina.
El "Stars & Stripes" (USA 34), del equipo Team Dennis Conner, fue el vencedor de la Copa y se ganó el derecho a representar al Club de Yates de San Diego en la Copa América. Sin embargo, el Team Dennis Conner, tras ganar este derecho, solicitó el uso del yate "Young America" para la defensa de la Copa, ya que consideraron que era un diseño más rápido que el propio "Stars & Stripes". Por lo tanto, fue finalmente el yate "Young America", diseñado por Bruce Nelson, construido por Goetz Custom Sailboats, y patroneado por Dennis Conner el que usó el Team Dennis Conner para defender al Club de Yates de San Diego. 

### Participantes
| Equipo              | Yates                    |
| ------------------- | ------------------------ |
| America³ Foundation | America³ (USA 23)        |
| America³ Foundation | Mighty Mary (USA 43)     |
| PACT 95             | Young America (USA 36)   |
| Team Dennis Conner  | Stars & Stripes (USA 34) |

## Challenger Selection Series (Copa Louis Vuitton)
Siete equipos de cinco naciones diferentes compitieron por llegar a la Copa América. El vencedor fue el "Black Magic", del equipo Team New Zealand, del Real Escuadrón de Yates de Nueva Zelanda, que venció en la final al "One Australia" por 5 a 1.
El "Black Magic", diseñado por Tom Schnackenberg, construido por Mc Mullen & Wing Yard, y patroneado por Russell Coutts, se convirtió en el retador a la Copa América.

### Participantes
El Challenger of Record fue el Yacht Club de France-Séte.   
| Equipo                           | Club                                                     | Nación        | Yates                                         |
| -------------------------------- | -------------------------------------------------------- | ------------- | --------------------------------------------- |
| Team New Zealand                 | Real Escuadrón de Yates de Nueva Zelanda                 | Nueva Zelanda | Black Magic (NZL 32), Black Magic II (NZL 38) |
| Tag Heuer Challenge              | Tutukaka South Pacific Yacht Club                        | Nueva Zelanda | Tag Heuer (NZL 39)                            |
| Copa América '95 Desafío Español | Monte Real Club de Yates y Real Club Náutico de Valencia | España        | Rioja de España (ESP 42)                      |
| France America '95               | Yacht Club de France-Séte                                | Francia       | France 2 (FRA 33), France 3 (FRA 37)          |
| Nippon Challenge                 | Nippon Ocean Racing Club                                 | Japón         | Nippon (JPN 30), Nippon (JPN 41)              |
| OneAustralia                     | Southern Cross Yacht Club                                | Australia     | OneAustralia (AUS 31), OneAustralia (AUS 35)  |
| Australian Challenge             | Australian Yacht Club                                    | Australia     | Sydney 95 (AUS 29)                            |

## Copa América
La competición, programada al mejor de 9 pruebas terminó el día 13 de mayo, al vencer el "Black Magic", del Team New Zeland la quinta regata. 
| Fecha              | Vencedor    | Perdedor      | Marcador | Delta |
| ------------------ | ----------- | ------------- | -------- | ----- |
| 5 de mayo de 1995  | Black Magic | Young America | 1-0      | 2:45  |
| mayo de 1995       | Black Magic | Young America | 2-0      | 4:14  |
| mayo de 1995       | Black Magic | Young America | 3-0      | 1:51  |
| mayo de 1995       | Black Magic | Young America | 4-0      | 3:37  |
| 13 de mayo de 1995 | Black Magic | Young America | 5-0      | 1:50  |